# SMS Scharnhorst
Lo SMS Scharnhorst fu un incrociatore corazzato che servì la kaiserliche Marine durante la prima guerra mondiale.

## Storia
Fu varata dai cantieri Blohm & Voss di Amburgo nel marzo 1906, venendo affondata nel 1914 nella battaglia delle Falkland. Nell'affondamento dell'unità trovò la morte l'intero equipaggio, compreso il viceammiraglio Maximilian von Spee, analogamente ai suoi figli, i quali perirono durante la battaglia, Heinrich a bordo del Gneisenau e Otto a bordo del Nürnberg. Era l’unità capofila della classe Scharnhorst che contava anche la gemella Gneisenau.
Al momento dell’affondamento disponeva di un equipaggio di 860 marinai, aveva un dislocamento di 11.600 tonnellate ed era mossa da 3 propulsori verticali a triplice espansione per complessivi 26.000 hp, poteva raggiungere una velocità massima di 24,1 nodi.

## Ritrovamento
Il 4 dicembre 2019, la spedizione guidata dall’archeologo marino Mensun Bound, a bordo della nave per ricerche sottomarine Seabed Construcor, grazie a esplorazioni condotte dal proprio veicolo sottomarino autonomo (AUV) per la Falklands Maritime Heritage Trust, ha annunciato di aver trovato il relitto dello Scharnhorst a 98 miglia nautiche a sud-est di Stanley, il quale giace a 1610 metri di profondità.